# Mary Lou McDonald

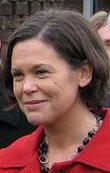
Mary Lou McDonald

Mary Lou McDonald (n. 1 mai 1969 în Dublin) este un om politic irlandez, membru al Parlamentului European în perioada 2004-2009 din partea Irlandei.
1. ↑  Mary Lou McDonald, Munzinger Personen, accesat în 9 octombrie 2017
2. ↑   https://www.oireachtas.ie/en/members/member/Mary-Lou-McDonald.D.2011-03-09 Lipsește sau este vid: |title= (ajutor)